# Фридрих III фон Сарверден
Фридрих III фон Сарверден (на немски: Friedrich III von Saarwerden; * ок. 1348 в Сарверден; † 9 април 1414, Бон) е граф на Сарверден и от 1370 до 1414 г. архиепископ на Кьолн.

## Произход и детство
Той е син на граф Йохан II фон Сарверден († сл. 1380/1381) и съпругата му Клара фон Финстинген-Бракенкопф († сл. 1365). Брат е на Хайнрих III († 1397), граф на Сарверден.
На 10 години Фридрих е определен за духовна кариера и светски църковен княз. Той е даден на чичо му Куно II фон Фалкенщайн, архиепископ на Трир (1362 – 1388), който му помага да бъде избран за архиепископ на Кьолн. Тогава Фридрих III е на 20 години.

## Управление
Фридрих помага на император Карл IV и получава от него привилегии. На 6 юли 1376 г. в Аахен той поставя кралската корона на Вацлав IV от Бохемия.

### Избори за германски крал
През май 1410 година, след смъртта на краля Рупрехт, тронът на Свещената Римска империя се оказва вакантен. Фридрих III заявява, че изборът на римския крал не е необходим, тъй като Венцел продължава да бъде римски крал, но думите му лесно се игнорират от другите курфюрсти. Църковният разкол създава много проблеми. Йохан II фон Насау, архиепископ на Майнц, и Фридрих III фон Сарверден, които подкрепят папа Александър V от Пиза, привличат на своя страна Адолф, херцог на Берг, Стефан III Баварски и Фридрих, маркграф на Майсен и ландграф на Тюрингия. Архиепископ Вернер фон Фалкенщайн от Трир, който подкрепя папа Григорий XII, има по-малко привърженици. Сред тях обаче са синът на починалия крал Рупрехт – курфюрст Лудвиг III Пфалц и неговият братовчед Фридрих, бургграф на Нюрнберг. Фридрих Хохенцолерн изплаща дълговете на Сигизмунд и убеждава Вернер от Трир и Лудвиг Пфалц да преминат на страната на Сигизмунд.
На 1 септември 1410 г. във Франкфурт се състои среща на избирателите. Бургграф Фридрих пристига с голяма свита като „представител на избирателя на Бранденбург“ и планира да влезе в града заедно с 200 конници (което според „Златната була“ е разрешено само на избирателите). Но той е приет в града само като „посланик на краля на Унгария“.
На 20 септември 1410 г. Вернер фон Фалкенщайн и Лудвиг Пфалц като избиратели, Фридрих Нюрнбергски като представител, се появяват пред градската катедрала. Избирателите на Саксония, Майнц и Кьолн отказват да започнат избори до пристигането на „избирателя на Бранденбург“ Йобст. Затова на 20 септември Йохан, курфюрст на Майнц, като архиепископ, забранява откриването на заседанието в църквата. Тогава Фридрих, заедно със своите съюзници, отиват до гробището в съседство с катедралата и там провъзгласяват избора на Сигизмунд. Избирателите Йохан II фон Насау и Фридрих III фон Сарверден изразяват своя протест. Те привличат Вацлав IV на своя страна, който признава Йобст за „курфюрст-избирател от Бранденбург“. Заедно с гласа на Рудолф III от Саксония Йобст получава 5 гласа и е провъзгласен за германски крал на 1 октомври 1410 г. в градската катедрала.
Въпреки че Сигизмунд е избран по-рано, Йобст Моравски е подкрепен от повечето избиратели. Така в империята се появяват двама римски крале. Нито единият, нито другият обаче проявяват активност до януари 1411 година. През цялото това време интересите на Сигизмунд в Германия са представени от Фридрих и Йохан от Нюрнберг и Еберхард от Вюртемберг. На 11 януари 1411 г. Сигизмунд обявява съгласието си да заеме престола. В отговор Йобст започва да събира войски, но умира при подозрителни обстоятелства на 18 януари 1411 година. Това дава възможност на Сигизмунд да си върне контрола над Бранденбург и да премахне пречките за овладяване на императорския трон по-късно същата година. Затова Сигизмунд изпраща Фридрих при Вацлав. Братята се съгласяват, че Сигизмунд ще бъде римски крал, а Вацлав император. Решават, че заедно ще се борят срещу църковния разкол. Вацлав спечелва на страната на Сигизмунд Рудолф III от Саксония, а Фридрих Хохенцолерн, избирателите Йохан II фон Насау, архиепископ на Майнц, и Фридрих III фон Сарверден. Така въпреки протестите на избирателите на Трир и Пфалц, които настояват за първите избори, Сигизмунд след юли 1411 г. е провъзгласен за римски крал за втори път, но вече в катедралата.

## Смърт
Фридрих III умира на 9 април 1414 г. в Бон и е погребан в капелата Мария в катедралата на Кьолн. Наследен е като архиепископ от племенника му Дитрих II фон Мьорс.

## Деца
Фридрих III има децата:
- Хайнрих (от бенедиктанска монахиня)
- Йохан
- Николаус
- Фридрих, женен за Гертруд Кроенгиин